# Gunnar Pehrman
Gunnar Edvard Pehrman, född 21 augusti 1895 i Sibbo, död 9 juli 1980, var en finländsk geolog. 
Pehrman blev student 1914, filosofie kandidat och filosofie magister 1921 samt filosofie licentiat och filosofie doktor 1927. Han deltog i den finländska expeditionen till Urianhai i Mongoliet 1917 samt bedrev studier i Uppsala 1926 och 1928. Han var tillförordnad assistent i geologi och mineralogi vid Åbo Akademi 1921–1931, lektor i mineralogi 1931–1941, e.o. professor i kristallografi och mineralogi 1941–1952 och professor i geologi och mineralogi där från 1953. 
Pehrman var lärare i fysik vid Svenska samskolan i Åbo 1923–1926 och i kemi med geologi och mineralogi vid Högre svenska lantbruksläroverket i Åbo 1944–1950. Han innehade nordiskt docentstipendium i Uppsala 1947–1948. Han var ordförande i Åbo Akademis Studentkår 1921–1922, i Kemiska sällskapet i Åbo 1938, i Åbo svenska teaters styrelse och delegation 1945–1960. Han var principal i Sparbanken i Åbo från 1942. Han var medlem av svenska Finlands folkting 1946–1951 och i stiftelsen för Åbo Akademis delegation från 1960. Han skrifter har huvudsakligen mineralogiskt och petrografiskt innehåll. Han blev hedersledamot i studentkören Brahe Djäknar 1960 och invaldes i Finska Vetenskaps-Societeten 1959.